# Phyllanthus procerus
Phyllanthus procerus är en emblikaväxtart som beskrevs av Charles Wright. Phyllanthus procerus ingår i släktet Phyllanthus och familjen emblikaväxter. Inga underarter finns listade i Catalogue of Life.